# Paula Serrano
Paula Serrano Castaño (Plasencia, España; 27 de enero de 1991) es una futbolista española. Juega como mediocampista en el Servette de la Superliga Femenina de Suiza.

## Trayectoria
Llegó al Servette FC en 2018 y en la temporada 2020-21, ganó la primera Superliga en la historia del club.

## Estadísticas

### Clubes
| Club               | País   | Año            |
| ------------------ | ------ | -------------- |
| Atlético de Madrid | España | 2007-2014      |
| Sassari Torres     | Italia | 2014-2015      |
| Granada            | España | 2015-2016      |
| FC Neunkirch       | Suiza  | 2016-2017      |
| Madrid C.F.F.      | España | 2017-2018      |
| Servette           | Suiza  | 2018- presente |

## Palmarés

### Títulos nacionales
| Título                                            | Club         | País  | Año       |
| ------------------------------------------------- | ------------ | ----- | --------- |
| Superliga Femenina                                | FC Neunkirch | Suiza | 2016-2017 |
| en\|Copa de Suiza emenina de fútbol\|Copa Suiza]] | FC Neunkirch | Suiza | 2017      |
| Superliga Femenina                                | Servette FC  | Suiza | 2020-2021 |